# Baoneng Shenyang Global Financial Center
 Il Baoneng Shenyang Global Financial Center è un grattacielo in costruzione a Shenyang, Liaoning, Cina. Si prevede che l'edificio sarà alto 453 metri. La costruzione è iniziata nel 2014 e dovrebbe essere completata nel 2024.

## Caratteristiche
Il design di Global Financial Center Tower 1 rappresenta un esercizio di semplicità e iconicità. A livello del suolo sorgeranno estrusioni coniche che minimizzeranno la sua verticalità vicino all'ingresso. Salendo verso l'alto, la torre si allargherà leggermente prima di assottigliarsi, dandole un aspetto oblungo. Trovandosi in una zona sismica a rischio elevato, l'albero della torre si evolve da una pianta quadrata a una pianta convessa con angoli scavati per ridurre ulteriormente la notevole mole della torre e per ammorbidire il contrasto con le torri residenziali circostanti. Oltre alle due torri, il complesso conterrà cinque grattacieli residenziali di lusso.